# Aysha janaita
Aysha janaita är en spindelart som beskrevs av Antonio D. Brescovit 1992. Aysha janaita ingår i släktet Aysha och familjen spökspindlar. Inga underarter finns listade.